# Echipa națională de fotbal a Africii de Sud
Echipa națională de fotbal a Africi de Sud reprezintă  Africa de Sud în competițiile fotbalistice ale FIFA. Este organizată de Asociația Sudafricană de Fotbal.

## Performanțe internaționale

### Campionatul mondial
| Campionatul Mondial de Fotbal | Campionatul Mondial de Fotbal             | Campionatul Mondial de Fotbal             | Campionatul Mondial de Fotbal             | Campionatul Mondial de Fotbal             | Campionatul Mondial de Fotbal             | Campionatul Mondial de Fotbal             | Campionatul Mondial de Fotbal             | Campionatul Mondial de Fotbal             | Campionatul Mondial de Fotbal |
| Anul                          | Runda                                     | Locul                                     | M                                         | V                                         | E                                         | Î                                         | GM                                        | GP                                        |                               |
| ----------------------------- | ----------------------------------------- | ----------------------------------------- | ----------------------------------------- | ----------------------------------------- | ----------------------------------------- | ----------------------------------------- | ----------------------------------------- | ----------------------------------------- | ----------------------------- |
| 1930 - 1962                   | Nu s-a înscris                            | Nu s-a înscris                            | Nu s-a înscris                            | Nu s-a înscris                            | Nu s-a înscris                            | Nu s-a înscris                            | Nu s-a înscris                            | Nu s-a înscris                            |                               |
| 1966 - 1990                   | Interzisă de FIFA din cauza Apartheidului | Interzisă de FIFA din cauza Apartheidului | Interzisă de FIFA din cauza Apartheidului | Interzisă de FIFA din cauza Apartheidului | Interzisă de FIFA din cauza Apartheidului | Interzisă de FIFA din cauza Apartheidului | Interzisă de FIFA din cauza Apartheidului | Interzisă de FIFA din cauza Apartheidului |                               |
| 1994                          | Nu s-a calificat                          | Nu s-a calificat                          | Nu s-a calificat                          | Nu s-a calificat                          | Nu s-a calificat                          | Nu s-a calificat                          | Nu s-a calificat                          | Nu s-a calificat                          |                               |
| 1998                          | Faza Grupelor                             | 24                                        | 3                                         | 0                                         | 2                                         | 1                                         | 3                                         | 6                                         |                               |
| 2002                          | Faza Grupelor                             | 17                                        | 3                                         | 1                                         | 1                                         | 1                                         | 5                                         | 5                                         |                               |
| 2006                          | Nu s-a calificat                          | Nu s-a calificat                          | Nu s-a calificat                          | Nu s-a calificat                          | Nu s-a calificat                          | Nu s-a calificat                          | Nu s-a calificat                          | Nu s-a calificat                          |                               |
| 2010                          | Faza Grupelor                             | 20                                        | 3                                         | 1                                         | 1                                         | 1                                         | 3                                         | 5                                         |                               |
| 2014                          | Nu s-a calificat                          | Nu s-a calificat                          | Nu s-a calificat                          | Nu s-a calificat                          | Nu s-a calificat                          | Nu s-a calificat                          | Nu s-a calificat                          | Nu s-a calificat                          |                               |
| 2018                          | Nu s-a calificat                          | Nu s-a calificat                          | Nu s-a calificat                          | Nu s-a calificat                          | Nu s-a calificat                          | Nu s-a calificat                          | Nu s-a calificat                          | Nu s-a calificat                          |                               |
| 2022                          | Va urma                                   | Va urma                                   | Va urma                                   | Va urma                                   | Va urma                                   | Va urma                                   | Va urma                                   | Va urma                                   |                               |
| Total                         | 3/21                                      |                                           | 9                                         | 2                                         | 4                                         | 3                                         | 11                                        | 16                                        |                               |

| Rezultate obținute la Campionatul Mondial | Rezultate obținute la Campionatul Mondial | Rezultate obținute la Campionatul Mondial | Rezultate obținute la Campionatul Mondial |
| Anul                                      | Runda                                     | Scor                                      | Rezultat                                  |
| ----------------------------------------- | ----------------------------------------- | ----------------------------------------- | ----------------------------------------- |
| 1998                                      | Faza Grupelor                             | Africa de Sud 0 – 3 Franța                | Înfrângere                                |
| 1998                                      | Faza Grupelor                             | Africa de Sud 1 – 1 Danemarca             | Egal                                      |
| 1998                                      | Faza Grupelor                             | Africa de Sud 2 – 2 Arabia Saudită        | Egal                                      |
| 2002                                      | Faza Grupelor                             | Africa de Sud 2 – 2 Paraguay              | Egal                                      |
| 2002                                      | Faza Grupelor                             | Africa de Sud 1 – 0 Slovenia              | Victorie                                  |
| 2002                                      | Faza Grupelor                             | Africa de Sud 2 – 3 Spania                | Înfrângere                                |
| 2010                                      | Faza Grupelor                             | Africa de Sud 1 – 1 Mexic                 | Egal                                      |
| 2010                                      | Faza Grupelor                             | Africa de Sud 0 – 3 Uruguay               | Înfrângere                                |
| 2010                                      | Faza Grupelor                             | Africa de Sud 2 – 1 Franța                | Victorie                                  |

### Cupa Confederațiilor
| Anul  | Runda            | M | V | E | Î | GM | GP |
| ----- | ---------------- | - | - | - | - | -- | -- |
| 1992  | Nu s-a calificat | - | - | - | - | -  | -  |
| 1995  | Nu s-a calificat | - | - | - | - | -  | -  |
| 1997  | Runda 1          | 3 | 0 | 1 | 2 | 5  | 7  |
| 1999  | Nu s-a calificat | - | - | - | - | -  | -  |
| 2001  | Nu s-a calificat | - | - | - | - | -  | -  |
| 2003  | Nu s-a calificat | - | - | - | - | -  | -  |
| 2005  | Nu s-a calificat | - | - | - | - | -  | -  |
| 2009  | Locul IV         | 5 | 1 | 1 | 3 | 4  | 6  |
| Total | 2/8              | 8 | 1 | 2 | 5 | 9  | 13 |

### Cupa Africii pe Națiuni
| Anul        | Runda                                 |
| ----------- | ------------------------------------- |
| 1957        | Descalificată din cauza Apartheidului |
| 1959 - 1992 | Interzisă de CAF                      |
| 1994        | Nu s-a calificat                      |
| 1996        | Campioană                             |
| 1998        | Locul II                              |
| 2000        | Locul III                             |
| 2002        | Sferturile                            |
| 2004        | Runda 1                               |
| 2006        | Runda 1                               |
| 2008        | Runda 1                               |
| 2010        | Nu s-a calificat                      |

## Antrenori
- Stanley Tshabalala 1992
- Ephraim Mashaba 1992
- Augusto Palacios 1992-94
- Clive Barker 1994-97
- Jomo Sono 1998
- Philippe Troussier 1998
- Trott Moloto 1998-00
- Carlos Queiroz 2000-02
- Jomo Sono 2002
- Ephraim Mashaba 2002-03
- April Phumo 2004
- Stuart Baxter 2004-05
- Ted Dumitru 2005-06
- Pitso Mosimane 2006
- Carlos Alberto Parreira 2007-08
- Joel Santana 2008-09
- Carlos Alberto Parreira 2009-

## Players

### Current squad
Următorii jucători au fost numiți în echipa finală pentru meciurile amicale împotriva lui  Andorra și  Algeria din 21 și 26 martie 2024, respectiv.
Selecții și goluri la data de 10 februarie 2024, după meciul împotriva lui  RD Congo.
| Nr. | Poz. | Jucător                   | Data nașterii (vârsta)         | Selecții | Goluri | Club              |
| --- | ---- | ------------------------- | ------------------------------ | -------- | ------ | ----------------- |
|     | P    | Ronwen Williams (căpitan) | 21 ianuarie 1992 (33 de ani)   | 43       | 0      | Mamelodi Sundowns |
|     | P    | Bruce Bvuma               | 15 mai 1995 (30 de ani)        | 3        | 0      | Kaizer Chiefs     |
|     | P    | Ricardo Goss              | 2 aprilie 1994 (31 de ani)     | 2        | 0      | SuperSport United |
|     |      |                           |                                |          |        |                   |
|     | F    | Aubrey Modiba             | 22 iulie 1995 (30 de ani)      | 29       | 3      | Mamelodi Sundowns |
|     | F    | Siyanda Xulu              | 30 decembrie 1991 (33 de ani)  | 27       | 1      | SuperSport United |
|     | F    | Nyiko Mobbie              | 11 septembrie 1994 (30 de ani) | 24       | 0      | Sekhukhune United |
|     | F    | Thapelo Morena            | 6 august 1993 (32 de ani)      | 22       | 0      | Mamelodi Sundowns |
|     | F    | Grant Kekana              | 31 octombrie 1992 (32 de ani)  | 13       | 0      | Mamelodi Sundowns |
|     | F    | Nkosinathi Sibisi         | 22 septembrie 1995 (29 de ani) | 10       | 0      | Orlando Pirates   |
|     | F    | Terrence Mashego          | 28 iunie 1996 (29 de ani)      | 7        | 0      | Mamelodi Sundowns |
|     | F    | Tapelo Xoki               | 10 aprilie 1995 (30 de ani)    | 0        | 0      | Orlando Pirates   |
|     |      |                           |                                |          |        |                   |
|     | M    | Teboho Mokoena            | 24 ianuarie 1997 (28 de ani)   | 35       | 6      | Mamelodi Sundowns |
|     | M    | Thabang Monare            | 16 septembrie 1989 (35 de ani) | 4        | 0      | Orlando Pirates   |
|     | M    | Grant Margeman            | 3 iunie 1998 (27 de ani)       | 3        | 1      | SuperSport United |
|     | M    | Goodman Mosele            | 18 noiembrie 1999 (25 de ani)  | 3        | 0      | Chippa United     |
|     |      |                           |                                |          |        |                   |
|     | A    | Themba Zwane              | 3 august 1989 (36 de ani)      | 43       | 9      | Mamelodi Sundowns |
|     | A    | Mihlali Mayambela         | 25 august 1996 (28 de ani)     | 15       | 2      | Aris Limassol     |
|     | A    | Iqraam Rayners            | 19 decembrie 1995 (29 de ani)  | 5        | 1      | Stellenbosch      |
|     | A    | Khanyisa Mayo             | 27 august 1998 (26 de ani)     | 5        | 0      | Cape Town City    |
|     | A    | Oswin Appollis            | 25 august 2001 (23 de ani)     | 2        | 0      | Polokwane City    |
|     | A    | Mlondi Mbanjwa            | 21 iunie 1998 (27 de ani)      | 0        | 0      | AmaZulu           |
|     | A    | Patrick Maswanganyi       | 4 aprilie 1998 (27 de ani)     | 0        | 0      | Orlando Pirates   |
|     | A    | Elias Mokwana             | 8 septembrie 1999 (25 de ani)  | 0        | 0      | Sekhukhune United |

## Cei mai selecționați jucatori
| Loc | Jucător            | Perioadă | Selecții | Goluri    |
| --- | ------------------ | -------- | -------- | --------- |
| 1   | Aaron Mokoena      | 107      | 1        | 1999–2010 |
| 2   | Itumeleng Khune    | 91       | 0        | 2008–2018 |
| 3   | Siphiwe Tshabalala | 89       | 12       | 2006–2017 |
| 4   | Siyabonga Nomvethe | 82       | 16       | 1999–2012 |
| 5   | Benni McCarthy     | 81       | 31       | 1997–2012 |
| 6   | Shaun Bartlett     | 74       | 28       | 1995–2005 |
| 7   | John Moshoeu       | 73       | 8        | 1992–2004 |
| 8   | Delron Buckley     | 72       | 10       | 1999–2008 |
| 8   | Bernard Parker     | 72       | 23       | 2007–2015 |
| 10  | Lucas Radebe       | 70       | 2        | 1992–2003 |

### Golgheteri
| Loc | Jucător            | Goluri | Selecții | Ratio | Perioadă     |
| --- | ------------------ | ------ | -------- | ----- | ------------ |
| 1   | Benni McCarthy     | 31     | 81       | 0.39  | 1997–2012    |
| 2   | Shaun Bartlett     | 28     | 74       | 0.38  | 1995–2005    |
| 3   | Katlego Mphela     | 23     | 53       | 0.43  | 2005–2013    |
| 3   | Bernard Parker     | 23     | 72       | 0.32  | 2007–2015    |
| 5   | Phil Masinga       | 19     | 58       | 0.33  | 1992–2001    |
| 6   | Siyabonga Nomvethe | 16     | 82       | 0.2   | 1999–2012    |
| 7   | Percy Tau          | 15     | 42       | 0.36  | 2015–prezent |
| 8   | Sibusiso Zuma      | 13     | 67       | 0.19  | 1998–2008    |
| 9   | Tokelo Rantie      | 12     | 41       | 0.29  | 2012–2017    |
| 9   | Siphiwe Tshabalala | 12     | 89       | 0.13  | 2006–2017    |